# (542) Susanna
(542) Susanna – planetoida z pasa głównego asteroid okrążająca Słońce w ciągu 4 lat i 350 dni w średniej odległości 2,91 j.a. Została odkryta 15 sierpnia 1904 roku w Landessternwarte Heidelberg-Königstuhl w Heidelbergu przez Paula Götza i Augusta Kopffa. Nazwa planetoidy pochodzi od imienia przyjaciółki Götza. Przed jej nadaniem planetoida nosiła oznaczenie tymczasowe (542) 1904 OQ.